# 栄町 (高雄市)

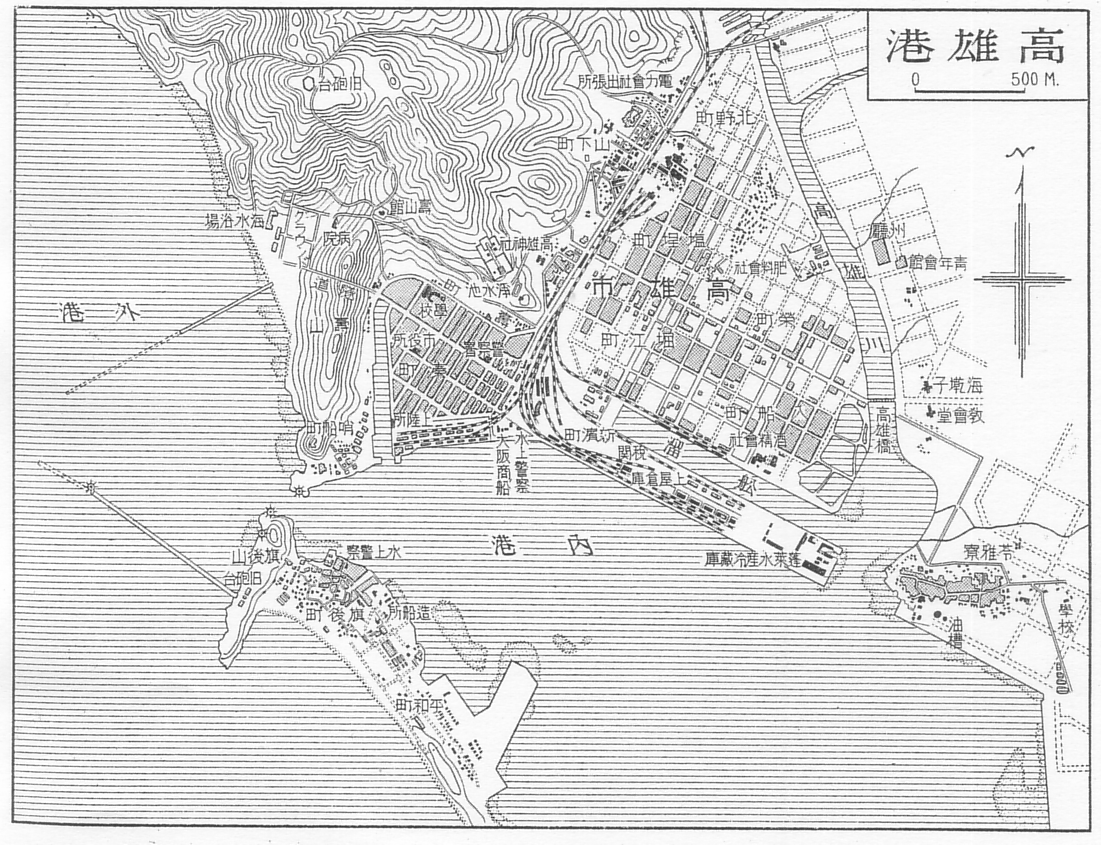
1930年左右的高雄地圖，可見當時的高雄市各町。

栄町（さかえちょう）は、日本統治時代の台湾の高雄市の行政区画。瀬南塩場の一帯を埋め立てた後の1915年に設置された5町のうちの一つである。この地域は現在の塩埕区五福四路と大勇路の交差点から北東の一帯に該当し、おおよそ現在の塩埕区の光明里と育仁里にまたがっている。1926年時点での人口は約648人であった。
1920年、高雄郡役所および街役場は、現在の高雄市南部の鼓山区哨船頭一帯に設置されていた。しかし都市が東に向かって発展するにつれて、中心地は現在の塩埕区の一帯へと移動していった。高雄街の人口は1924年時点で41,247人に達し、市に昇格した。このとき市役所は、それまでの哨船頭から、栄町へと移転した。この地域には高雄市役所のほか、打狗土地株式会社や高雄地所株式会社などの会社の拠点となった。また遊廓も設置された。